# Poltava
Poltava (ukrainsk: Полтава, polsk: Połtawa) er en by i det centrale Ukraine.
Poltava ligger ved floden Vorskla mellem byerne Kharkiv og Kyiv. Den har 283.402 (2021) indbyggere og er det administrative center i Poltava oblast. Befolkningen i området taler overvejende ukrainsk. Poltava er kendt for Slaget ved Poltava, et af de mest betydningsfulde militære slag i Sveriges historie.

## Personer fra Poltava
- Ivan Kotljarevskyj (1769–1838), ukrainsk forfatter
- Mykola Hohol (1809–1852), ukrainsk forfatter
- Anatolij Lunatjarskyj (1875–1933), politiker og forfatter
- Yitzhak Ben-Zvi (1884–1963), israelsk historiker og zionist, Israels 2. præsident
- Sonia Delaunay (1885–1979), ukrainskfødt fransk kunstner
- Vira Kholodna (1893–1919), skuespillerinde

## Galleri
- Oktoberparken
- Jernbanestationen